# Торе Колумена (Таранто)
Торе Колумена (итал. Torre Columena) је насеље у Италији у округу Таранто, региону Апулија.
Према процени из 2011. у насељу је живело 34 становника. Насеље се налази на надморској висини од 3 м.